# Ultan Dillane
Ultan Dillane (Parigi, 9 novembre 1993) è un rugbista a 15 francese, internazionale per l'Irlanda, che gioca nel ruolo di seconda linea con il Connacht nel Pro14.

## Biografia
Dillane nacque a Parigi, in Francia, da padre originario della Costa d'Avorio e da madre irlandese. All'età di sette anni si trasferì con la sua famiglia a Tralee, città natale della madre, e fu qui che incominciò a giocare a rugby a 15, dopo avere ricevuto dalla madre la promessa di guadagnare cinque euro se fosse andato a praticare lo sport presso la squadra locale.
Nel 2012 entrò a far parte dell'accademia del Connacht, debuttando con lo stesso club nel corso del Pro12 2014-15. L'anno successivo vinse il campionato con il Connacht. In occasione del Sei Nazioni 2016 fu convocato nell'Irlanda, collezionando la sua prima presenza in nazionale il 27 febbraio affrontando l'Inghilterra a Twickenham. Nel maggio 2018 giocò una partita con i Barbarians contro un XV dell'Inghilterra.

## Palmarès
- Pro12: 1
Connacht: 2015-16
- Champions Cup: 1
La Rochelle: 2022-23